# Szereg manewrowy
Szereg manewrowy (ang. manoeuvre sequence) - szereg łączeniowy probierczy przeznaczony do sprawdzania roboczej zdolności łączeniowej.